# Urgleptes kuscheli
Urgleptes kuscheli är en skalbaggsart som beskrevs av Linsley och Chemsak 1966. Urgleptes kuscheli ingår i släktet Urgleptes och familjen långhorningar. Inga underarter finns listade i Catalogue of Life.